# 26e division d'infanterie (États-Unis)
Pour les articles homonymes, voir 26e division d'infanterie.
La  26e division d'infanterie, surnommée « Yankee Division », est une des divisions d'infanterie de l'armée américaine (U.S. Army) qui a combattu pendant les Première et Seconde Guerre mondiale.

## Création et différentes dénominations
La 26e division d'infanterie est créée le 22 août 1917 au cours de la Première Guerre mondiale, elle est dissoute après la Seconde Guerre mondiale le 21 décembre 1945.
Elle est recréée le 11 avril 1947 puis dissoute le 1er septembre 1993.

## Historique

### Première Guerre mondiale
La 26e division d'infanterie est créée le 22 août 1917 à Boston dans le Massachusetts.

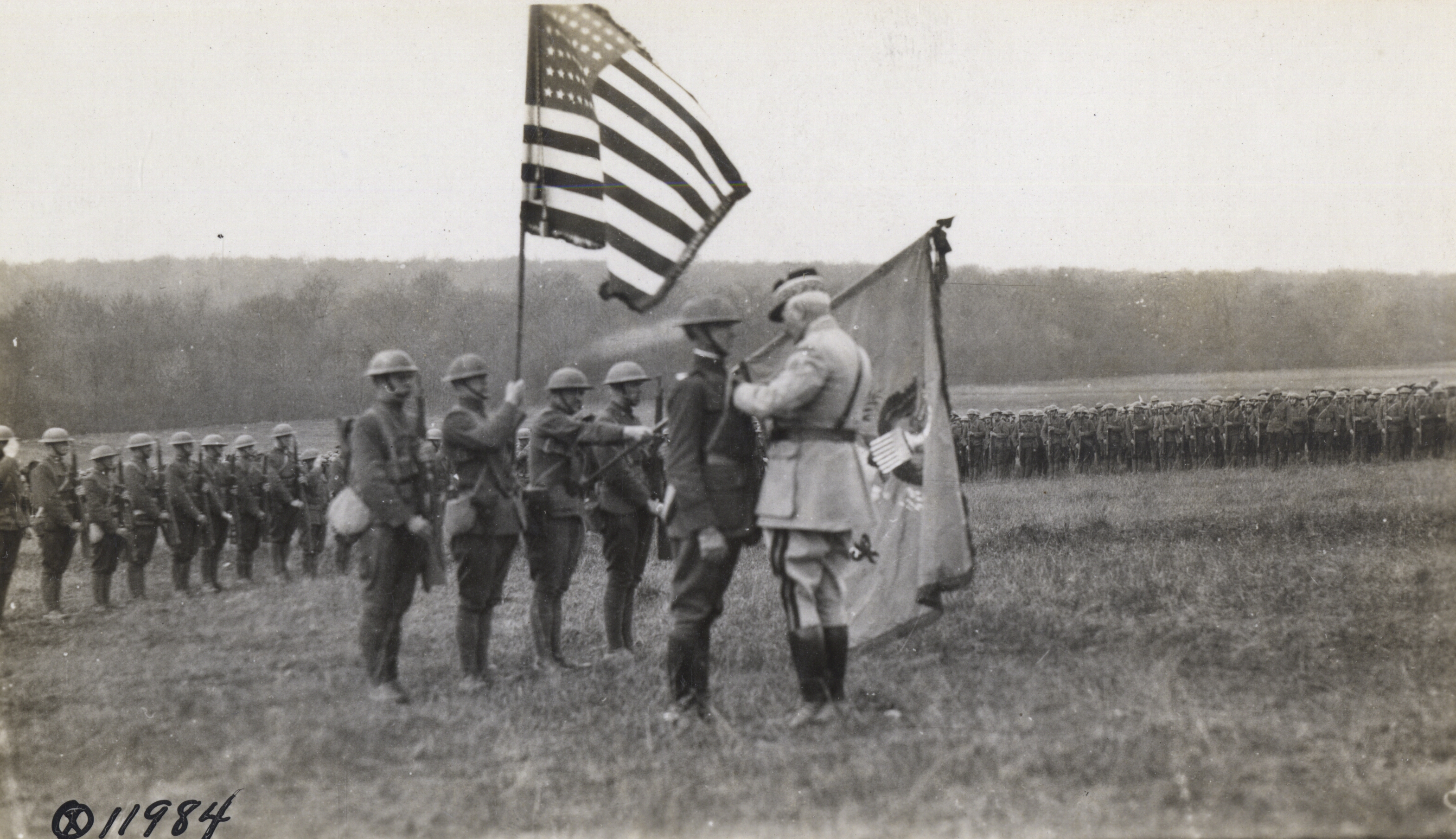
Le 28 avril 1918, le général Passaga décore le 104e régiment d'infanterie et des soldats de la 26e.

Avec les 1re, 2e et 42e DIUS, elle est l'une des premières divisions de la Force expéditionnaire américaine à arriver en France en octobre 1917 et elle est envoyée en cantonnement à Neufchâteau, dans les Vosges pour suivre une formation approfondie, sur le terrain, dans un secteur calme du front. L'artillerie et le train stationnent au camp de Coëtquidan.

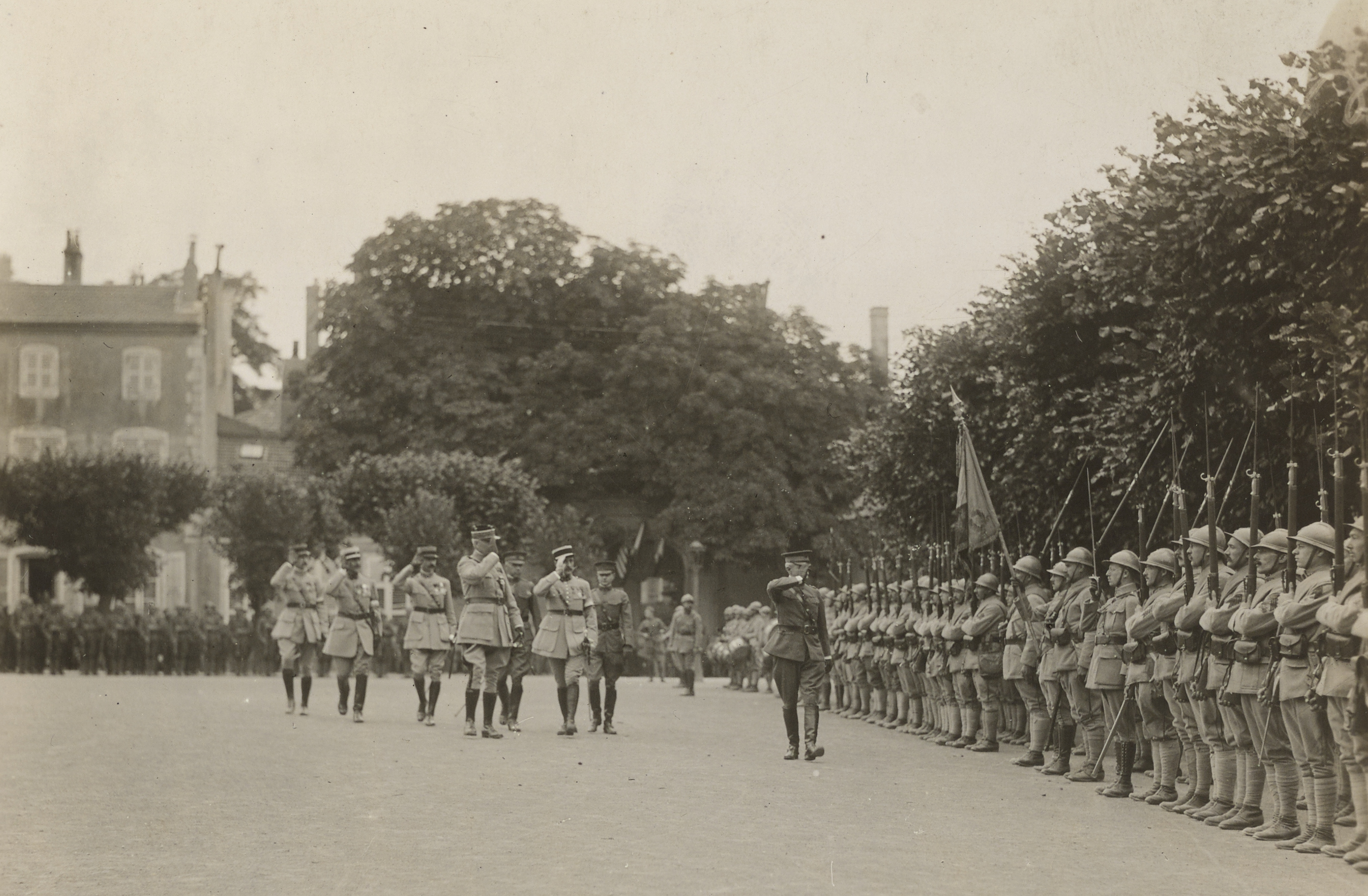
Le 14 juillet 1918 à Toul, les généraux Passaga et William P. Burnham passent en revue le 341e régiment d'infanterie.

Début février 1918, la 26e DIUS quitte ses cantonnements et est acheminée par convoi ferroviaire jusque Soissons ou elle débarque le 5 février.
L'ensemble des 12 bataillons sont déployés à l'ouest du chemin des Dames, entre Pinon, Vauxaillon, le fort de la Malmaison et Braye-en-Laonnois. Afin d’aguerrir les hommes, ceux-ci effectuent des raids avec les soldats Français. Le 16 mars, les américains sont confrontés à une attaque au gaz. Le 20 mars, la division prend le chemin de l'Argonne.
La 26e DIUS est restée dans le secteur de Saint-Mihiel avant qu'il ne soit attaqué, le 20 avril 1918, les Allemands mènant une offensive, subissant un bombardement d'artillerie en soutien de l'attaque contre Seicheprey. Le combat fut une déroute pour les forces américaines. La division eut 650 blessés et 100 prisonniers, et les Allemands 160 morts.
En juillet 1918, la division rejoint le front de l'Aisne ou, positionnée devant Belleau elle parvient, le 21 juillet, à prendre le village. Lorsque la seconde bataille de la Marne a débuté, la 26e DIUS se distingue à la bataille de Cantigny, elle est placée sous le commandement de la 6e armée française, avec pour objectif de protéger son flanc est. Le 6 juillet, la 26e relève la 2e DIUS après la bataille du bois Belleau.
Le 12 août, la division est envoyée près de Toul, pour préparer l'offensive contre le saillant de Saint-Mihiel.
Après la réduction du saillant la division est déplacée pour la dernière grande offensive de la guerre.
Au 11 novembre 1918, la division avait passé 210 jours de combat, et eut 1 587 tués, 12 077 blessés.
La division a été démobilisée le 3 mai 1919 à Fort Devens dans le Massachusetts.

### Seconde Guerre mondiale
En arrivant des États-Unis, la 26e division d'infanterie a débarqué directement en France à Cherbourg et Utah Beach le 7 septembre 1944.
Du 13 au 30 septembre elle a effectué des patrouilles le long de la côte, de Carteret à Siouville, avant d'être engagée, partiellement, du 5 au 15 octobre au côté de la 80e DIUS en position défensive sur la Seille.
Le 7 octobre 1944, le reste de la division relève, en position défensive, la 4e division blindée sur la ligne Salonnes-Moncourt-Canal de la Marne au Rhin. Le 22 octobre la 26e attaque les bois de Moncourt. Le 8 novembre elle prend Dieuze, traverse la Sarre le 20 novembre, libère Sarre-Union le 2 décembre 1944, atteint la ligne Maginot le 5 décembre et entre dans Sarreguemines le 8 décembre.
Mise au repos à Metz la division est déplacée à partir du 19 décembre vers le nord du Luxembourg pour prendre part à la bataille des Ardennes. Le 22 décembre, la 26e DIUS attaque à Rambrouch et Grosbous et repousse une forte contre-attaque allemande. Le jour de Noël après de violents combats elle capture Arsdorf, et attaque, sans succès, sur la rivière Wiltz. Le 20 janvier 1945, après s'être regroupée, elle attaque de nouveau, avec succès, la rivière Wiltz, et continue sa progression vers Grumelscheid atteint le 21 janvier puis traverse le 24 janvier la rivière Clerf.
Du 29 janvier au 6 mars 1945, elle tient des positions défensives, sur la rive est de la Sarre dans la zone Saarlautern. Le 17 mars la division quitte Merzig en se dirigeant vers le Rhin qu'elle franchit à Oppenheim le 25 mars.
Le 28 mars, elle conquiert, maison par maison, Hanau puis crée une tête de pont après avoir traversé le Main, traverse Fulda le 1er avril, aide, le 5 avril, à réduire les poches de résistance à Meiningen et continue son irrésistible progression en direction du sud-est de l'Autriche.
Le 4 mai la Yankee Division aide à capturer Linz, puis changeant d'orientation elle se dirige vers la Tchécoslovaquie, franchit la rivière Vltava lorsque le cessez-le-feu est reçu.
Le 5 mai 1945, la Yankee Division et la 11e division blindée, libèrent le camp de concentration de Gusen. Ils découvrent que les Allemands avaient utilisé les déportés pour creuser un système de tunnels avec les installations souterraines destinées à abriter une production souterraine d'armement. Les officiers SS du camp auraient prévu de démolir les tunnels avec les prisonniers à l'intérieur, mais grâce à l'avance rapide des 26e DIUS et 11e DBUS ils en furent empêchés.

## Composition
1917-1918
Un certain nombre d'Amérindiens de la côte Est étaient soldats dans la 26e division. La tribu la plus représentée était celle des Passamaquoddy. Cette division fut la première unité à utiliser des noms de codes indiens pour nommer ses différentes composantes.
- 101e régiment d'infanterie codé « Iroquois »
- 102e régiment d'infanterie codé « Huron »
- 103e régiment d'infanterie codé « Apache »
- 104e régiment d'infanterie codé « Comanche »

## Théâtres d'opérations
- Première Guerre mondiale
  - 1918
    - Saillant de Saint-Mihiel
    - Offensive Meuse-Argonne

- Seconde Guerre mondiale
  - Bataille des Ardennes